# Concordia de Benavente
La Concordia de Benavente de 1230 fue un acuerdo firmado tras la muerte de Alfonso IX de León mediante el cual su primera mujer, Teresa de Portugal, renunciaba a los derechos que sus hijas Sancha y Dulce de León tenían al trono de León en favor del rey de Castilla, Fernando, quien fue hijo de Alfonso y de su segunda mujer, Berenguela.

## Situación

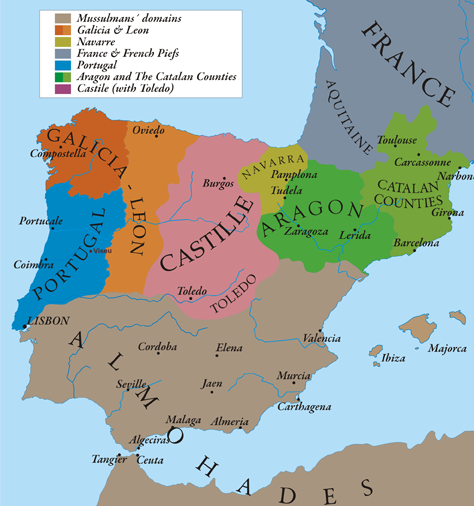
La península ibérica a comienzos del siglo.

El rey Alfonso IX de León había contraído matrimonio en 1190 con Teresa de Portugal, con quien tuvo tres hijos: Fernando (muerto en 1214), Sancha y Dulce; el matrimonio había sido disuelto por el papa Celestino III, dada la consanguinidad de los cónyuges, pues ambos eran nietos de los reyes de Portugal Alfonso y Mafalda; Teresa ingresó en un convento y Alfonso IX se volvió a casar en 1197 con Berenguela, hija del rey de Castilla Alfonso VIII, con quien tuvo otros cinco hijos: Leonor, Constanza, Fernando, Alfonso y Berenguela; este nuevo matrimonio también fue disuelto por el papa Inocencio III por el mismo motivo de parentesco, ya que Alfonso IX de León y Alfonso VIII de Castilla eran primos, por ser ambos nietos de Alfonso VII de León y Berenguela de Barcelona.
En 1214, murió Alfonso VIII de Castilla; le sucedió su hijo Enrique, que murió accidentalmente tres años después sin descendencia, y el trono de Castilla fue ocupado por Fernando, nieto de Alfonso VIII e hijo de Berenguela y de Alfonso de León. Las relaciones entre León y Castilla no fueron todo lo pacíficas que debieran, teniendo en cuenta que ambos reyes eran padre e hijo, y cuando en 1230 murió Alfonso de León, dejó dispuesto en su testamento que su reino debería pasar a las hijas de su primer matrimonio Sancha y Dulce, a pesar de que anteriormente se había comprometido a dejar como su sucesor a Fernando.
El reino de León se dividió en dos bandos opuestos: los partidarios de ascender al trono a Fernando, que contaban con el apoyo del reino de Castilla, y los de otorgar la corona a Sancha y Dulce, que tenían el respaldo de la Orden de Santiago, la cual había recibido del rey el lugar de Castrotorafe con el compromiso de apoyar a las infantas.

## El tratado

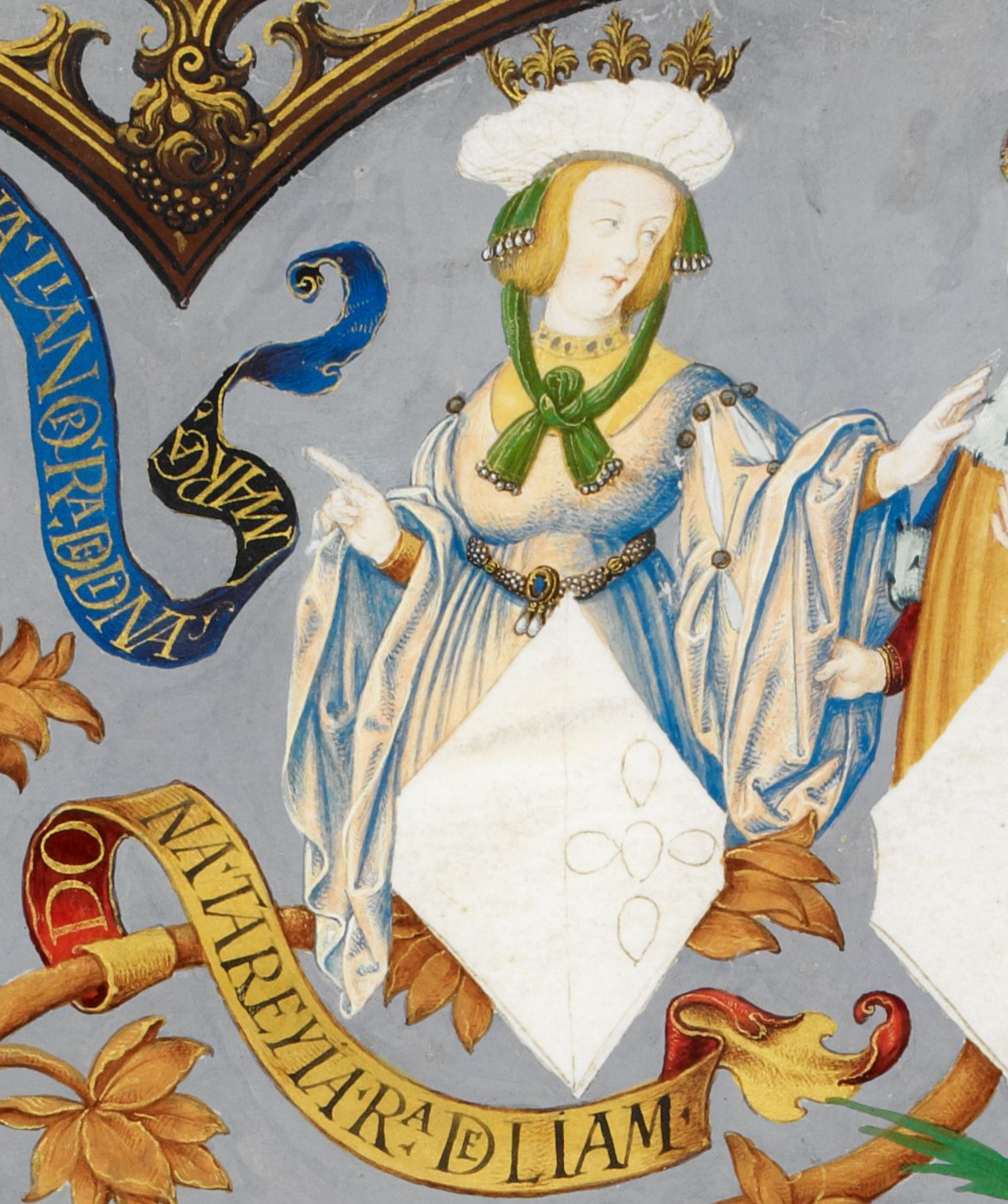
Teresa de Portugal fue una de las impulsoras de la Concordia de Benavente.

Ante la inminencia de una guerra entre ambos partidos, las dos exmujeres de Alfonso de León, Teresa y Berenguela, se entrevistaron en Valencia de Don Juan, buscando una solución pacífica a la cuestión sucesoria.
La Concordia fue firmada en Benavente el 11 de diciembre de 1230. Según las condiciones del acuerdo, las infantas renunciarían a sus derechos al trono de León y, a cambio, a cada una de ellas se le asignarían de por vida una docena de señoríos por los que percibieron una renta anual de 15 000 maravedíes, que serían reducidos a 10 000 en caso de entrar en religión y suspendidos en caso de matrimonio.
Pocos días después, Fernando fue coronado rey, uniendo así definitivamente los reinos de Castilla y León en la Corona de Castilla.